# Anastasija Kolesnikova
Anastasija Kolesnikova (ryska: Анастасия Николаевна Колесникова), född den 3 juni 1984 i Kazan, Ryssland, är en rysk gymnast.
Hon tog OS-silver i lagmångkampen i samband med de olympiska gymnastiktävlingarna 2000 i Sydney.